# San Tan Valley
San Tan Valley è una comunità non incorporata degli Stati Uniti d'America, situata nello stato dell'Arizona, nella contea di Pinal.